# Uribea tamarindoides
Genre
Espèce
Classification phylogénétique
Uribea tamarindoides est une espèce de plantes dicotylédones de la famille des Fabaceae, sous-famille des Faboideae, originaire d'Amérique centrale et d'Amérique du Sud.  C'est l'unique espèce acceptée du genre Uribea (genre monotypique) 